# Большесидоровское сельское поселение
Большесидоровское сельское поселение — муниципальное образование в составе Красногвардейского муниципального района Республики Адыгея Российской Федерации.
Административный центр — село Большесидоровское.

## Население
| 2002  | 2010  | 2011  | 2012  | 2013  | 2014  | 2015  |
| ----- | ----- | ----- | ----- | ----- | ----- | ----- |
| 2440  | ↘2122 | →2122 | →2122 | ↘2087 | ↗2093 | ↗2100 |
| 2016  | 2017  | 2018  | 2019  | 2020  | 2021  | 2023  |
| ↗2107 | ↘2084 | ↗2112 | ↗2122 | ↗2143 | ↗2399 | ↘2376 |
| 2024  |       |       |       |       |       |       |
| ↘2364 |       |       |       |       |       |       |

## Состав сельского поселения
| № | Населённый пункт  | Тип населённого пункта       | Население |
| - | ----------------- | ---------------------------- | --------- |
| 1 | Большесидоровское | село, административный центр | ↘1707     |
| 2 | Джамбечий         | аул                          | ↗657      |

## Национальный состав
По переписи населения 2010 года из 2 122 человек, проживающих в сельском поселении, 2 068 человек указали свою национальность:
| Национальность | %       | Численность |
| -------------- | ------- | ----------- |
| Русские        | 62,04 % | 1 283       |
| Адыгейцы       | 29,98 % | 620         |
| Азербайджанцы  | 5,80 %  | 120         |
| Армяне         | 1,64 %  | 34          |
| Мордва         | 0,29 %  | 6           |
| Курды          | 0,24 %  | 5           |

По данным переписи населения 2021 года из 2399 проживающих в сельском поселении, 2388 человека указали свою национальность
:
| Народ           | Численность, чел. | Доля от населения, % |
| --------------- | ----------------- | -------------------- |
| Русские         | 1 435             | 60,09 %              |
| Адыги (Черкесы) | 554               | 23,20 %              |
| Азербайджанцы   | 266               | 11,14 %              |
| Армяне          | 40                | 1,67 %               |